# Walter Probst (Fußballspieler, 1918)
Walter Probst  (* 17. April 1918; † 23. Februar 2007) war ein österreichischer Fußballspieler.

## Karriere

### Vereinskarriere
Walter Probst wechselte am 1. Juli 1934 zum Wiener AC, um sich ein Jahr später Rapid Wien anzuschließen. Rapid spielte in der Wien I. Liga, der damalig höchsten österreichischen Fußballliga, und wurde bis zum Abschluss der Saison 1936/37 16 mal eingesetzt (3 Tore). In der darauffolgenden Saison spielte er in der Nationalliga 11 mal und konnte sechs Tore erzielen. In der Saison 1936/37 spielte er auch dreimal im ÖFB-Cup und zweimal im Mitropacup. Mit Rapid wurde er 1938 (11 Spiele und sechs Tore) österreichischer Meister.
Vom 1. Juli 1938 bis 1. Juli 1939 spielte er für den FC Wacker München in Deutschland. Hier spielte er u. a. mit anderen Österreichern Robert Chlad und Leopold Neuhauser, beide von SV Dinamo Helfort nach Deutschland gewechselt, und Fritz Herdin, der vom Wiener AC nach Deutschland gewechselt, zusammen.
Anschließend ging er zurück nach Wien, um bis 1. Juli 1948 für die Austria aufzulaufen. Bis zur Saison 1941/42 kam er in 27 Spielen (2 Tore) in der Gauliga Ostmark zum Einsatz. Im Tschammerpokal 1940/41 kam Austria bis ins Viertelfinale. In diesem Wettbewerb wurde er in fünf Spieler berücksichtigt, konnte aber kein Tor erzielen. Später spielte er bis zu seinem Abschied von der Austria in der Wiener Liga, wobei er in 31 Spielen 3 Tore erzielte. Im ÖFB-Cup wurde er 8 mal eingesetzt. Austria konnte 1948 den Cup gewinnen, wobei Probst nur im Viertelfinalspiel gegen Gloggnitz zum Einsatz kam.
Es folgte für ein Jahr die Station Hakoah Wien und dann der Wiener SC. Dort beendete er zum 1. Juli 1952 seine Spielerkarriere. Für den Wiener SC hatte er in der Staatsliga, der damals höchsten Liga, 47 Einsätze (10 Tore) über die volle Spielzeit.

### Trainerkarriere
Ab 1. Juli 1954 trainierte er den schwedischen Verein IFK Göteborg. 1958 wurde er mit diesem schwedischer Meister und verließ den Verein zum 30. Juni 1959, um Trainer von Austria Wien zu werden. Mit der Austria feierte er 1960 den Gewinn des ÖFB-Cups. Vom 1. Juli 1960 bis 31. Dezember 1963 war er Trainer vom Djurgårdens IF. Djurgårdens war direkt nach der Meisterschaft 1959 abgestiegen und Probst gelang der direkte Wiederaufstieg 1961. Nach einer kurzen Pause übernahm er zum 1. Juli 1964 den Örgryte IS und blieb in dieser Position bis 30. Juni 1965. Es folgte seine Trainerschaft beim IF Saab. Vom 1. Juli 1975 bis 30. Juni 1976 war er Trainer des Nußdorfer AC, welcher in der Wiener Stadtliga spielte.

### Sonstiges
Walter Probst ließ sich 1939; er war ab dem 26. August 1939 einberufen; Verstümmeln, um den Fronteinsatz in die deutsche Wehrmacht zu entgehen. Dabei wurde sein Meniskus und sein Kreuzband beschädigt. Nach seinem Wechsel zurück nach Österreich erreichte er eine Dienstunfähigkeit, kurz bevor seine Truppe nach Stalingrad verlegt wurde. Gegenüber seiner Dienststelle gab er es als Unfall aus. Die Selbstverstümmelung blieb, nachdem er auch verdächtigt und befragt wurde, unentdeckt und Probst wurde nicht bestraft. In der Folge kam er daher auch für die Fußballmannschaft des Wiener Wehrkreiskommandos 17 zu Einsatz.

## Erfolge
Spieler
- Österreichischer Meister 1938
- Österreichischer Cupsieger 1948

Trainer
- Schwedischer Meister 1958
- Österreichischer Cupsieger 1960